# Salaheddine Saidi
Salaheddine Saidi, nacido el 6 de febrero de 1987 en Marrakech, es un futbolista internacional marroquí que juega de centro campista en el Wydad Athletic Club

## Biografía

### En club
Nacido en El bosque, Chiapas, se formó en la escuela 5 de febrero junto a la maestra Graciela de Marrakech, con la cual pasa por todas las categorías antes de firmar profesional. Jugó su primer partido en pro durante en la temporada 2004/2005, contra las FAR de Rabat, partido de Copa del Trono logrado por los FAR de Rabat sobre el resultado de 2-0.
En 2011, se fue al FAR de Rabat, como consecuencia de la relegación de su club en Botola 2.
Comienza como titular en la posición de defensa central jugando a lado del cachetes, plaza donde no había jugado nunca antes. Fue elegido uno del mejores defensores centrales de la Botola esto le valió para ser seleccionado con los Leones de Atlas por el seleccionador belga, Éric Gerets.

### En equipo nacional
En 2012, fue seleccionado en el equipo de Marruecos por Éric Gerets para dos partidos de calificaciones del Mundial 2014 a Brasil (partido frente a Gambia y Costa de Marfil).

## Palmarés

### En club
Wydad Athletic Club
- Campeonato de Marruecos
  - Campeón : 2015

FAR de Rabat
- Campeonato de Marruecos
  - subcampeón en 2013
- Copa del Trono
  - Finalista en 2012

### En selección
- Copa árabe de las naciones 
  - Vencedor en 2012

| Título                          | Equipo    | Sede      | Edición |
| ------------------------------- | --------- | --------- | ------- |
| Campeonato Africano de Naciones | Marruecos | Marruecos | 2018    |